# Réseau Brutus
Pour les articles homonymes, voir Brutus.
Brutus est un réseau de Résistance, fondé en 1941 par Pierre Fourcaud, membre du BCRA, et les résistants socialistes des Bouches-du-Rhône, regroupés autour de Félix Gouin, député-maire d'Istres. 
S'étendant rapidement dans les régions de Marseille et Toulouse, comprenant de nombreux avocats, le réseau est dirigé par André Boyer. En 1943, il prend une importance nationale.

## Création du réseau à Marseille
Dès le mois de juillet 1941, Brutus devient une sorte de bras armé du Comité d'action socialiste, dont Félix Gouin est d'ailleurs cofondateur, avec Daniel Mayer. Eugène Thomas, délégué du CAS, devient chef du réseau après l'arrestation de Pierre Fourcaud et le départ pour Londres de son frère Boris Delocque-Fourcaud, qui assurait l'intérim.

## Une action nationale
S'étendant au cours des années 1941 et 1942, Brutus devient un réseau national à partir de février 1943 sous l'impulsion, en particulier, d'André Boyer. Le quartier général s'installe à Lyon. 
Pierre Sudreau est responsable de la zone nord et Jean-Maurice Hermann, de la zone sud. 
André Boyer entre au comité directeur des Mouvements unis de la Résistance (MUR) en novembre 1943.

## La direction de Gaston Defferre
À la fin de cette année, le réseau est durement atteint par l'arrestation de Boyer, Sudreau et Hermann.
Gaston Defferre succède à André Boyer, dont il était l'adjoint, comme chef national.

## Quelques membres du réseau
- Alexandre Bacaleinic[1]
- Jean-Louis Bazerque (nl)
- Maurice Blanchard
- Élie Bloncourt
- Pierre Bourthoumieux
- Jean Biondi
- André Boyer
- Roger Canton
- Abdon Robert Casso
- André Clavé
- Xavier Jean-Baptiste Culioli
- Gaston Defferre
- Marguerite Delchambre
- Eugène Droulers
- Pierre Fourcaud
- Raymond Gernez
- Félix Gouin
- Ginette Kahn Bernheim
- Jean-Maurice Hermann
- Pierre Malafosse
- Daniel Mayer
- Émilienne Moreau-Évrard[2]
- Raymond Naves (Toulouse)
- Marcelle Pardé
- Simone Plessis
- Jacques Poupault
- Georges Ronceray
- Jean Routier  (« Jeannot »)
- Pierre Sudreau
- Eugène Thomas
- Jeanne-Marie Thoorens (« Charlotte Loupiac »)
- Jean Valnet
- Gaston Vedel
- Jacques Petit
- Fernand Wacheux
- Alfred Martin
- Victor Guillen (installe un antenne du réseau, Martigues)
- André Merkès
- Jacques Petit (communiquait des renseignements au Capitaine Palseur quant à la base des V1 de Nucourt ref: Nom de Code:Brutus/Binot&Boyer)